# Elitny (oblast de Novossibirsk)
Elitny (en russe : Элитный) est un village de Russie situé dans l'oblast de Novossibirsk.

## Géographie
Elitny se trouve au sud de l'oblast de Novossibirsk.

## Population
Recensements (*) et estimations de la population,,: 
|       | \| 2002* \| 2010* \| 2021* \| \| ----- \| ----- \| ----- \| \| 827 \| 1 572 \| 6 232 \| |       |
| 2002* | 2010*                                                                                   | 2021* |
| 827   | 1 572                                                                                   | 6 232 |